# Gà Barberton

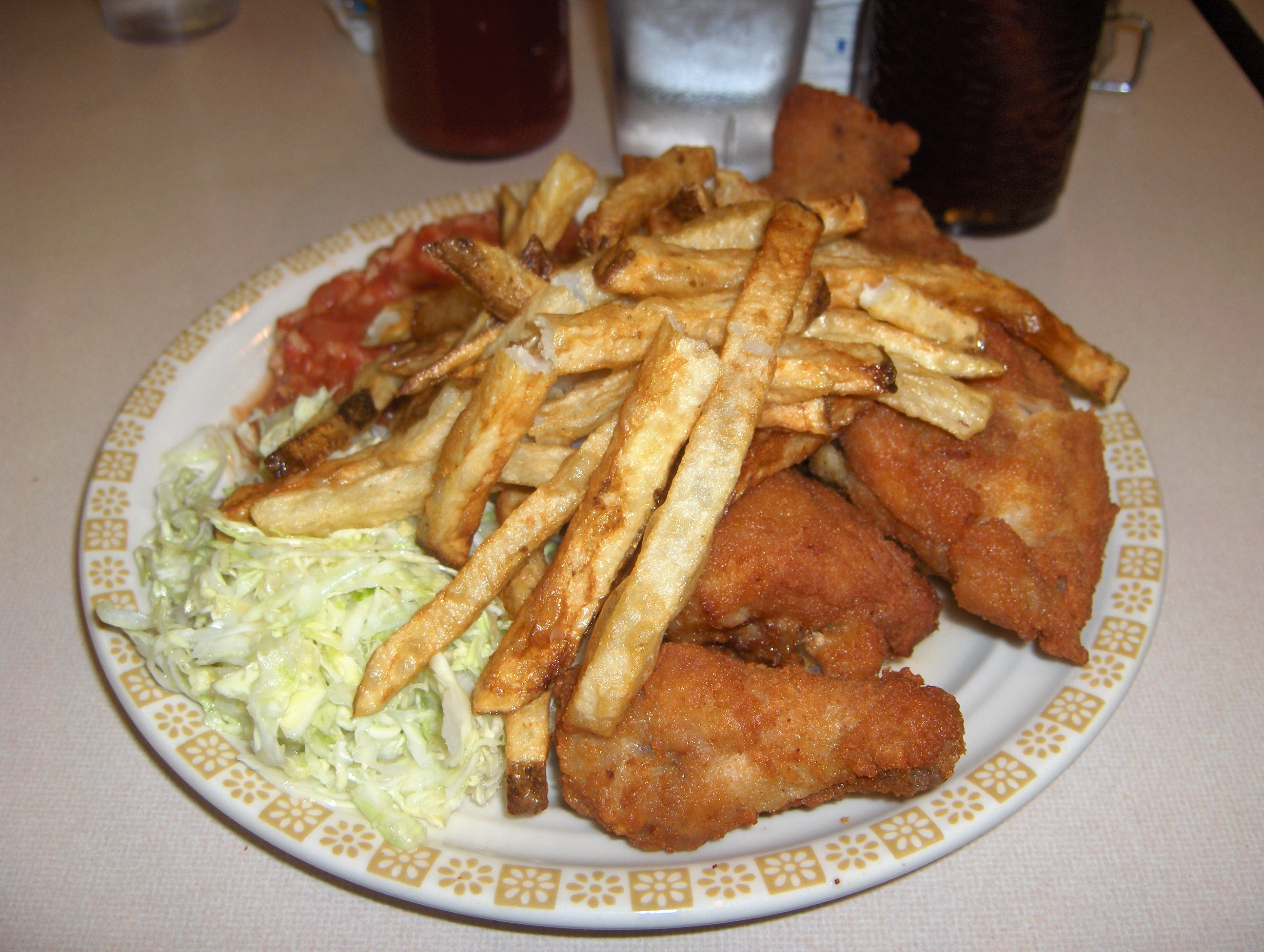
Bữa tối gà Barberton truyền thống với bốn đùi gà rán, thịt băm viên, sốt nóng và khoai tây chiên được phục vụ bởi Milich's Village Inn

Gà Barberton, còn được gọi là Gà rán Serbia, là một kiểu gà rán có nguồn gốc từ thành phố Barberton ở Hạt Summit, Ohio. Đây là một món đặc trưng của người Mỹ gốc Serbia được phục vụ tại một số nhà hàng chủ yếu do người Serbia làm chủ ở Barberton và Norton, và xuất hiện ngày càng nhiều trong các cộng đồng lân cận. Kiểu gà rán này đã giúp cho thị trấn được công nhận trên toàn quốc, với một số tuyên bố cho rằng Barberton là "Thủ đô gà của thế giới" hoặc "Thủ đô gà rán của Mỹ."

## Lịch sử
Món gà Barberton khởi đầu khi Milchael và Smilka Topalsky, những người Serbia nhập cư đến Mỹ vào đầu thế kỷ 20. Giống như nhiều người trong thời kỳ Đại suy thoái, họ trở nên nợ nần chồng chất và buộc phải bán trang trại của gia đình. Rồi họ mở một nhà hàng tên Belgrade Gardens vào năm 1933 để bán gà rán theo phong cách đặc biệt, cùng với món xà lách coleslaw làm từ giấm, cơm và món ăn kèm sốt cà chua với ớt (thường được gọi là "tương ớt" hoặc" cơm cay", cũng có thể được dùng làm nước chấm hoặc món ăn kèm), và khoai tây chiên mới cắt. Truyền thuyết của Barberton cho rằng đây là những bản sao chính xác của những món ăn mà Topalskys đã từng biết đến ở Serbia với cái tên pohovana piletina, kupus salata, djuvec, và pomfrit.
Ngay sau đó các nhà hàng khác nổi lên bắt chước kiểu gà rán đặc biệt này. Helen DeVore, người từng làm việc cho Belgrade Gardens, đã mở Hopocan Gardens vào năm 1946. Gia đình Pavkov thành lập White House Chicken Dinners vào năm 1950, và sở hữu nhà hàng cho đến cuối những năm 1980 trước khi bán nó cho gia đình DeVore. Gia đình Milich là người Mỹ gốc Serbia đã mở Milich's Village Inn vào năm 1955. Tháng 7 năm 2014, gia đình Milich thông báo rằng họ sẽ đóng cửa nhà hàng của mình từ ngày 31 tháng 12. Một tháng sau, địa điểm này mở cửa lại dưới quyền sở hữu mới cùng với tên gọi Village Inn Chicken, nhưng vẫn phục vụ món gà rán đặc trưng.
Ngày nay, bốn nhà hàng đã phục vụ hơn bảy tấn rưỡi gà mỗi tuần. Món ăn này đã trở nên phổ biến đến nỗi nó thường được vận chuyển đến khắp các nơi trong nước Mỹ, thường là đến những người Ohio di cư. Gần đây, White House Chicken đã mở rộng sang một số địa điểm ở đông bắc Ohio, và chuyển sang mô hình thức ăn nhanh.

## Quy tắc
Các quy tắc chế biến cơ bản của gà Barberton rất đơn giản nhưng được các nhà hàng tuân thủ nghiêm ngặt như sau: 
- Gà Barberton "đúng nghĩa" là gà tươi, không dùng gà đông lạnh.[cần dẫn nguồn]
- Gà và bánh mì đều không tẩm gia vị.[2]
- Gà được chiên bằng mỡ lợn.[3]
- Cách cắt gà cũng khác với thông thường. Gà được cắt thành nhiều miếng, cụ thể là ức, đùi, chân, cánh, âu cánh và lưng. Điều này có lẽ bắt nguồn từ cuộc Đại suy thoái, khi việc cắt gà thành nhiều mảnh nhất có thể mà không bỏ bất kỳ bộ phận nào đã trở nên cần thiết. Phần lưng chứa ít thịt, và đôi khi được bán trên thị trường với tên gọi "sườn gà" vì trông nó giống sườn bò hoặc sườn lợn.